# Agustín Quiroga
Agustín Quiroga (Adolfo Gonzales Chaves, 6 aprile 2002) è un calciatore argentino, difensore del Chacarita Juniors in prestito dall'Independiente.

## Caratteristiche tecniche
È un terzino sinistro.

## Carriera
Quiroga è cresciuto nel settore giovanile dell'Independiente, con cui ha firmato il primo contratto professionistico il 29 novembre 2022. Ha debuttato in prima squadra il 2 aprile 2023 nell'incontro di Primera División pareggiato 0-0 contro il San Lorenzo.
Nel gennaio del 2024, dopo aver prolungato il contratto con il club biancorosso fino al 2026, è stato ceduto in prestito alla Platense, altro club della prima divisione argentina.

## Statistiche

### Presenze e reti nei club
Statistiche aggiornate al 17 agosto 2024.
| Stagione        | Squadra         | Campionato      | Campionato | Campionato | Coppe nazionali | Coppe nazionali | Coppe nazionali | Coppe continentali | Coppe continentali | Coppe continentali | Altre coppe | Altre coppe | Altre coppe | Totale | Totale | Totale |
| Stagione        | Squadra         | Comp            | Pres       | Reti       | Comp            | Pres            | Reti            | Comp               | Pres               | Reti               | Comp        | Pres        | Reti        | Pres   | Reti   |        |
| --------------- | --------------- | --------------- | ---------- | ---------- | --------------- | --------------- | --------------- | ------------------ | ------------------ | ------------------ | ----------- | ----------- | ----------- | ------ | ------ | ------ |
| 2023            | Independiente   | PD              | 1          | 0          | CA+CdL          | 0               | 0               |                    | -                  | -                  |             | -           | -           | 1      | 0      |        |
| 2024            | Platense        | PD              | 4          | 0          | CA+CdL          | 0               | 0               |                    | -                  | -                  |             | -           | -           | 4      | 0      |        |
| Totale carriera | Totale carriera | Totale carriera | 5          | 0          |                 | 0               | 0               |                    | -                  | -                  |             | -           | -           | 5      | 0      |        |